# Famille von Mirbach
La famille von Mirbach est une ancienne famille noble rhénane. Mirbach en Rhénanie-Palatinat, est déclaré siège de la famille vers 1900.

## Histoire
La famille est mentionnée pour la première fois dans des documents officiels dans la deuxième moitié du XIIIe siècle avec Theodoricus miles de Merbach .
Chez Schannat (de), deux familles de la région de l'Eifel sont mentionnées avec le même nom, l'une également sous les noms de Merbach, Meierbach, l'autre également Mirbeek, Mirbich ou Mirwich. L'éditeur Georg Bärsch considère la datation du document de 1290 par Diedrich von Merbach (Theodoricus miles de Merbach) comme une erreur typographique. Il fait également remarquer que Diedrich ne figure pas dans le tableau généalogique original de Mirbach. La première lignée s'éteint prétendument au XVIe siècle, l'autre lignée se poursuit comme décrit et ne commence à apparaître qu'au milieu du XIVe siècle. Mais dès le milieu du XIXe siècle, les deux lignées sont considérées comme une seule dans les traités historiques.
Les seigneurs de Mirbach appartiennent à la noblesse rhénane. Ils sont membres de la chevalerie rhénane (de) et y ont fourni le premier capitaine des chevaliers.
Au XVe siècle, des membres de la famille font l'acquisition du château de Neublankenheim (de) (situé entre Ahütte et Ahrdorf près de Blankenheim dans le nord de l'Eifel (de)) et le château d'Arloff (de) (aujourd'hui un quartier de Bad Münstereifel) et les biens qui en dépendaient. Au fil du temps, la famille peut s'étendre considérablement, surtout dans le duché de Juliers-Berg (de). Plus tard, ils deviennent les vassaux des princes électeurs de Cologne et de Trèves. Le château de Harff près de Kaster (démoli au début des années 1970 pour une mine à ciel ouvert de lignite), est acquis par mariage en 1654, et en 1769, par héritage, également le manoir de Graven (de). Des branches de la famille parviennent jusqu'en Lorraine et dans la principauté de Liège.
Une branche arrive en Courlande au milieu du XVIe siècle. Emmerich I. von Mirbach (mort en 1597) reçoit le domaine de Pussen près de Windau avec un total de 35 000 hectares, d'abord en gage, puis le 4 novembre 1579 comme propriété héréditaire.
Un château néo-gothique est construit à Sorquitten entre 1850 et 1856.
Friedrich Gotthard von Mirbach, élevé au rang de comte de Bohême par l'empereur Léopold II en tant que roi de Bohême en 1791, est venu de Courlande en Bohême et y a acquis la seigneurie de Kosmanos. Avec Johann Wilhelm baron von Mirbach zu Harff, originaire de la province prussienne de Rhénanie, la famille est élevée au rang de comte par le roi Frédéric-Guillaume IV de Prusse en 1840, selon le droit d'aînesse. En l'absence d'héritier mâle, celui-ci désigne son neveu Richard baron von Vorst-Lombeck und Gundenau (de), comme héritier du fidéicommis. Celui-ci adopta en 1850, avec l'autorisation royale, le nom de comte de Mirbach-Harff et les armoiries de Mirbach.
Le comte Alfons von Geldern-Egmont (issu d'une lignée bâtarde de la maison d'Egmond), dont la mère Gabriele est née baronne von Mirbach, reçoit le nom von Mirbach-Geldern-Egmont par le roi Louis II de Bavière en 1877. Il possède la fidéicommis de Roggenburg en Souabe, donné par son père, le comte Alfons, en 1877. En 1909, le prince régent Luitpold le nomme conseiller impérial (de) héréditaire de la couronne bavaroise.

## Blason
Les armoiries de la famille montrent en noir un bois de cerf (de) argenté à huit pointes. Sur le casque avec des lambrequins noirs et argentés, deux tiges de cerf argentées à quatre pointes.

### Armoiries historiques

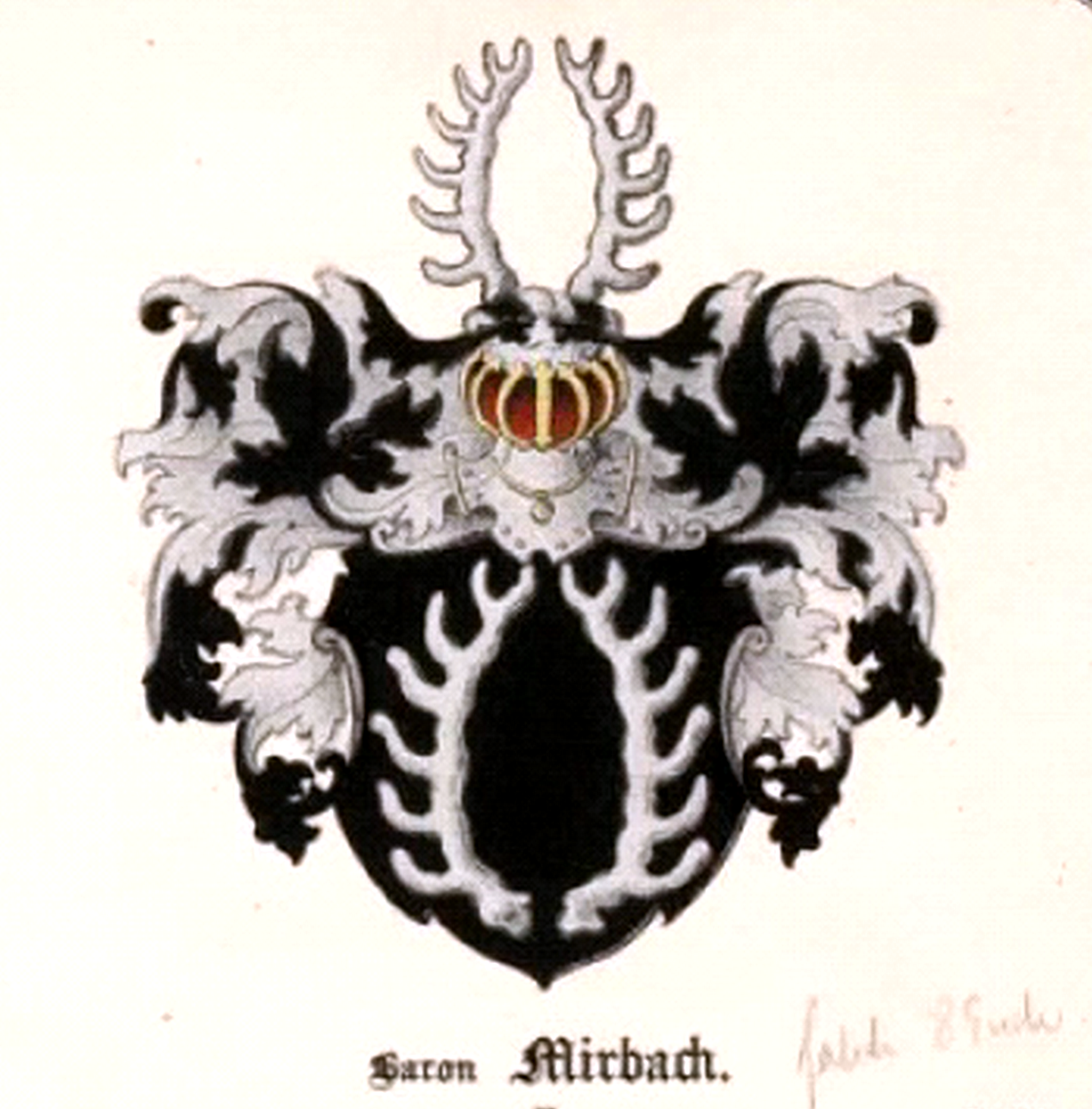
Armoiries des barons von Mirbach dans l'Armorial de la Baltique (1882)
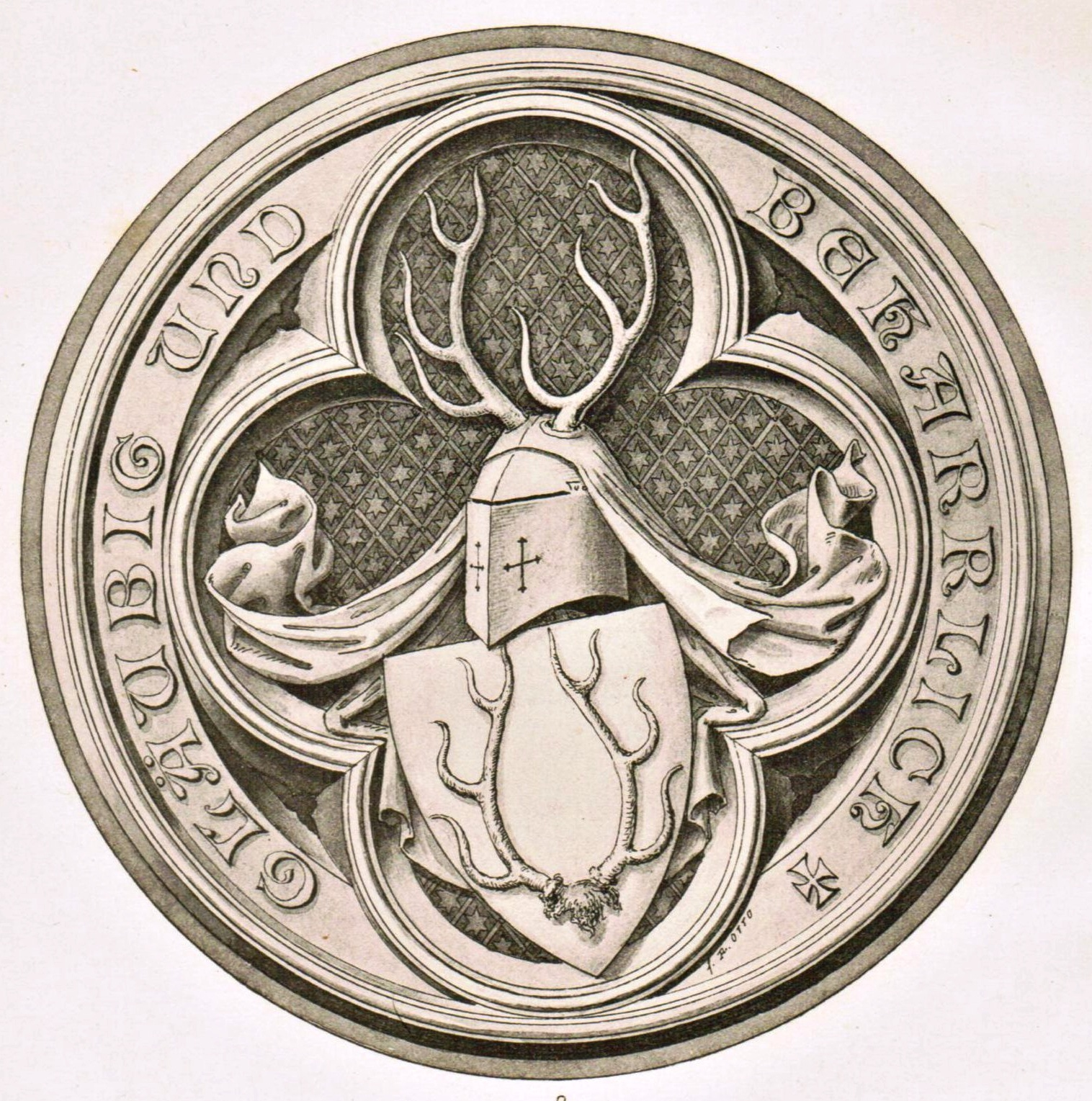
Les armoiries de la famille von Mirbach (1887) - GLÄUBIG UND BEHARRLICH

## Personnalités
- Adam von Mirbach (1580), pasteur de Marmagen
- Andreas von Mirbach (de) (1931-1975), officier et diplomate allemand, assassiné
- Dietrich von Mirbach (de) (1907-1977), diplomate allemand
- Ernst von Mirbach (1844-1925), fonctionnaire militaire et de la cour prussienne
- Ernst von Mirbach-Harff (de) (1845-1901), père de Wilhelm et Maximilian von Mirbach-Harff (de)
- Götz von Mirbach (de) (1915-1968), officier de marine allemand, récipiendaire de la croix de chevalier de la croix de fer
- Heinrich Georg von Mirbach (de) (1674-1736), chancelier et maître de cour de Courlande
- Johann Wilhelm von Mirbach-Harff (de) (1784-1849), fondateur de l'Académie de chevalerie rhénane en 1837
- Julius von Mirbach-Sorquitten (de) (1839-1921), officier, député de la Chambre des seigneurs de Prusse et du Reichstag, comte depuis 1888
- Karl Joseph von Mirbach (de) (1718-1798), prêtre catholique, chanoine de la principauté épiscopale de Spire
- Maximilian von Mirbach-Harff (de) (1880-1971), administrateur du reste de l'arrondissement de Merzig-Wadern (de) et de l'arrondissement de Sarrebourg, depuis 1944 comte de Mirbach-Harff, auparavant baron de Mirbach
- Otto von Mirbach (de) (1804-1867), officier prussien et révolutionnaire
- Philipp von Mirbach (de) (né en 1961) acteur et praticien de la psychothérapie
- Reinhold Heinrich von Mirbach (1825-1902), capitaine impérial russe, vice-amiral et adjudant de l'empereur russe
- Richard von Mirbach-Harff (de) (1810-1853), administrateur de l'arrondissement de Grevenbroich (de), né Richard von Vorst-Gudenau
- Werner von Mirbach (de) (1713-1797), lieutenant-général allemand
- Werner von Mirbach (de) (1878-1928), juriste, député du parlement de l'État libre de Prusse et administrateur de l'arrondissement de Neidenburg (de)
- Wilhelm von Mirbach (mort en 1563), chanoine de Münstereifel et Prüm, pasteur de Marmagen
- Wilhelm von Mirbach (de) (1810-1882), lieutenant-général prussien
- Wilhelm von Mirbach-Harff (1871-1918), diplomate et ambassadeur allemand

## Châteaux et manoirs
- Château de Mirbach : Considéré comme un château fort ancestral, il s'agit probablement d'un manoir fortifié ou d'une maison forte, reconstruit en 1903 sur les ruines comme une ruine artificielle (de). Aujourd'hui, elle est presque entièrement en ruine[5].
- Château de Neublankenheim (de) : en possession au milieu du XVe siècle, décrit comme détruit en 1521, vendu en 1770.
- Château de Virnich (de) : en 1518 en tant que propriété héréditaire jusqu'en 1817
- Château d'Arloff (de) : en possession aux XVe et XVIe siècles
- Château d'Immendorp possédé de 1458 jusqu'au XVIIIe siècle (plus qu'un bien)
- Château de Lindweiler (de) : démoli, possédé de 1479 jusqu'au début du XVIe siècle
- Château de Zweibrüggen (de) : possédé vers 1500 jusqu'en 1676
- Manoir de Müllenark (de) : possédé de la fin du XVIe siècle jusque vers 1670 en partie
- Manoir d'Honsdorf (de) : possédé de 1668 jusqu'au XXe siècle
- Château d'Harff (de) : possédé de 1675 jusqu'au dynamitage en 1972 à cause de l'exploitation de lignite à ciel ouvert
- Château de Vlatten (de) : 1729 par mariage reprise de la part de Bocholtz (de) jusqu'à la vente en 1787
- Château de Bocholt (de) : acquis par mariage en 1748, loué par la suite.
- Wolfsburg : acquis par mariage
- Maison de Graven (de) : acquis par mariage, possédé de 1769 jusqu'en 1974
- Château de Gudenau (de) : possédé brièvement de 1812 à 1834
- Château d'Ingenhoven (de) : brièvement possédé avant 1820
- Dückeburg (de) : possédé vers 1829 jusqu'au XXe siècle
- Manoir de Fürth (de) : possédé au plus tard après le milieu du XIXe siècle
- Château de Roggenburg (de) : de 1927 à la fin du XXe siècle